# Kyle Lightbourne
Kyle Lavince Lightbourne est un footballeur et entraîneur bermudien, né le 29 septembre 1968 à Hamilton (Bermudes), qui a fait l'essentiel de sa carrière de joueur en Angleterre.

## Biographie

### Carrière d'entraîneur
- Bermudes (2004-2006)
- Bermuda Hogges (2007-2009)
- PHC Zebras (2007-2011)
- Robin Hood FC (2012-)
- Bermudes (janv.- juin 2017 / sep. 2017-août 2023)